# Inaechelys
Inaechelys is een geslacht van uitgestorven pleurodire schildpadden dat werd ontdekt in de Maria Farinha-formatie in Brazilië. 

## Naamgeving
Het geslacht bestaat uitsluitend uit de typesoort Inaechelys pernambucensis, in 2016 benoemd door Anny Rafaela de Araújo Carvalho, Aline Marcele Ghilardi en Alcina Magnólia Franca Barreto. De geslachtsnaam verbindt een variant op de naam van Yemanja, een Afrikaanse godin door slaven in Brazilië geïntroduceerd, met het Grieks chelys, 'schildpad'. De soortaanduiding verwijst naar Pernambuco.
Het holotype is DGEO-CTG-UFPE 6171-6174, een linkerbekken met twee platen, twee costalia, en een plastron verbonden aan twee rugplaten.

## Ontdekking
Inaechelys werd in 2005 ontdekt in de Poty Cement Quarry in Paulista, Brazilië, door een team van de Federale Universiteit van Pernambuco. Het holotype bestaat uit een pantser, dat gefragmenteerd maar bijna compleet is. Het mesoplastron is niet bewaard gebleven, hoewel de omtrek ervan nog steeds zichtbaar is. De anale inkeping is klein, halfrond en breder dan diep.
Inaechelys werd echter onmiddellijk als geldig geslacht verworpen door Pedro Romano welke een Rosasia pernambucensis benoemde. Het verschil met Rosasia soutoi uit Portugal bestaat voornamelijk uit een vijfhoekig in plaats van ruitvormig entoplastron.

## Fylogenie
Inaechelys en Rosasasia soutoi vielen uit als zustertaxa.